# Lophoptera rufa
Lophoptera rufa là một loài bướm đêm trong họ Noctuidae.